# Piscina infinita
Una piscina, alberca o pileta infinita es una piscina que produce un efecto visual o ilusión óptica de que el agua se extiende hasta el horizonte, o desaparece, o se extiende hasta el infinito, de ahí su nombre. Este tipo de piscina tiene un coste elevado, ya que requiere un diseño de arquitectura e ingeniería mucho más complejo que una piscina tradicional.

## Historia
Se ha afirmado que el concepto de piscina infinita se originó en Francia, y que uno de los primeros diseños de borde de fuga fue la Fuente del Ciervo en el Palacio de Versalles, construida a fines del siglo XVII. En los EE. UU., el arquitecto John Lautner ha sido reconocido como uno de los primeros en presentar un diseño de piscina infinita a principios de la década de 1960. Incluyó piscinas infinitas en varios proyectos residenciales y también creó la piscina de borde de fuga en la película de James Bond de 1971 Diamonds Are Forever.

## Diseño
Las piscinas infinitas son a menudo más costosas que una piscina tradicional y requieren una estructura mecánica (ingeniería hidráulica) apropiada y el cuidado de ciertos detalles arquitectónicos. Casi siempre son construidas en lugares precarios (acantilados, cimas de las montañas, frente a la playa, etc), por lo que en estos casos se requiere una sólida ingeniería de estructuras. En estos casos, la ingeniería estructural debe tener muy en cuenta las condiciones geológicas del sitio. Los altos costos de estas piscinas se deben a menudo a los sistemas de cimentación que las sujetan a las laderas.
En realidad, el borde de la piscina donde se realiza el efecto óptico del borde infinito termina en un vierteaguas que se encuentra algunos milímetros por debajo del nivel del agua de la piscina. El agua se derrama ahí en un canal de captura, desde donde se recoge y se bombea de nuevo a la piscina.

## Galería

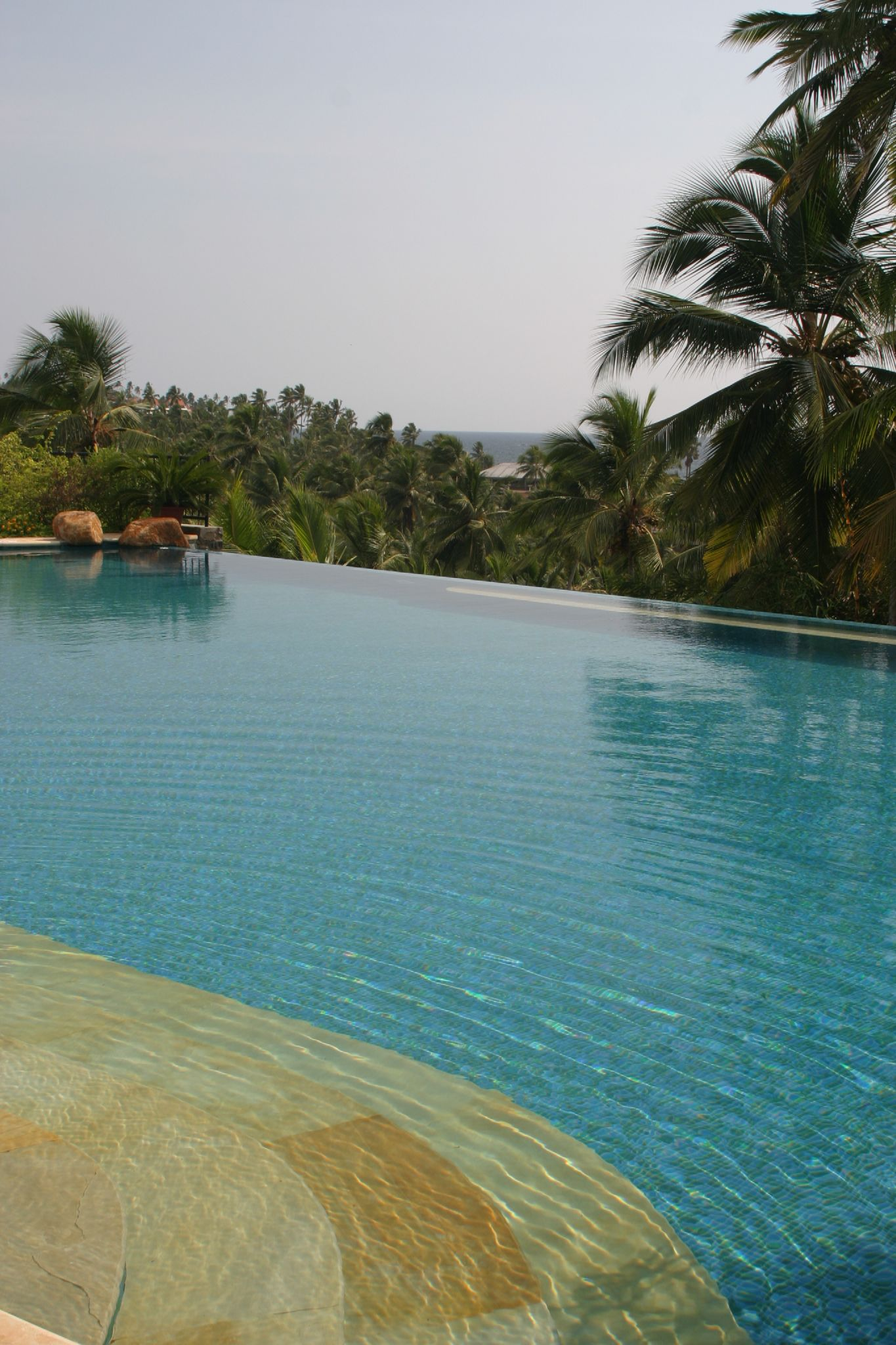
Piscina infinita en Kerala, India
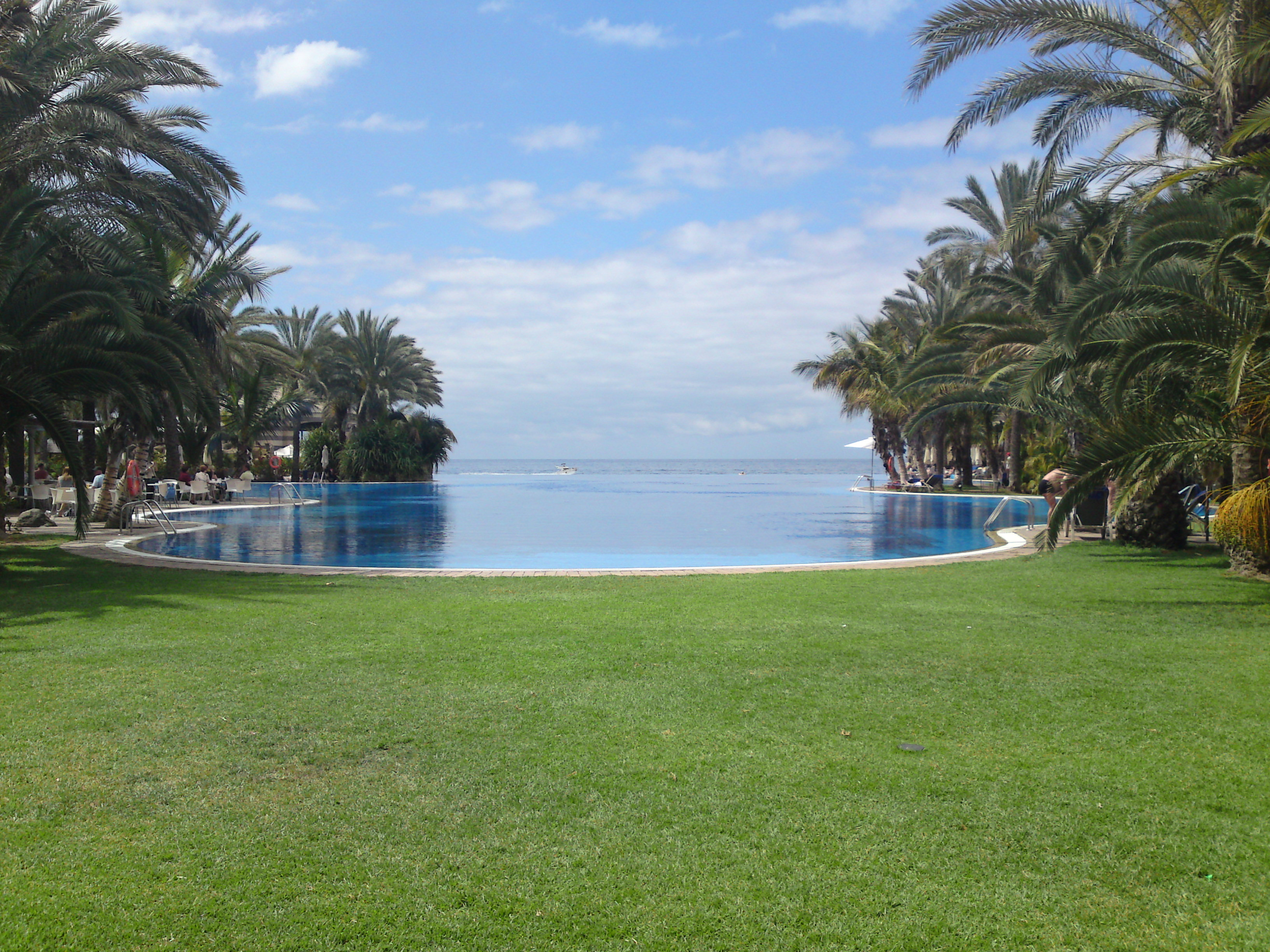
Piscina infinita en Gran Canaria, España
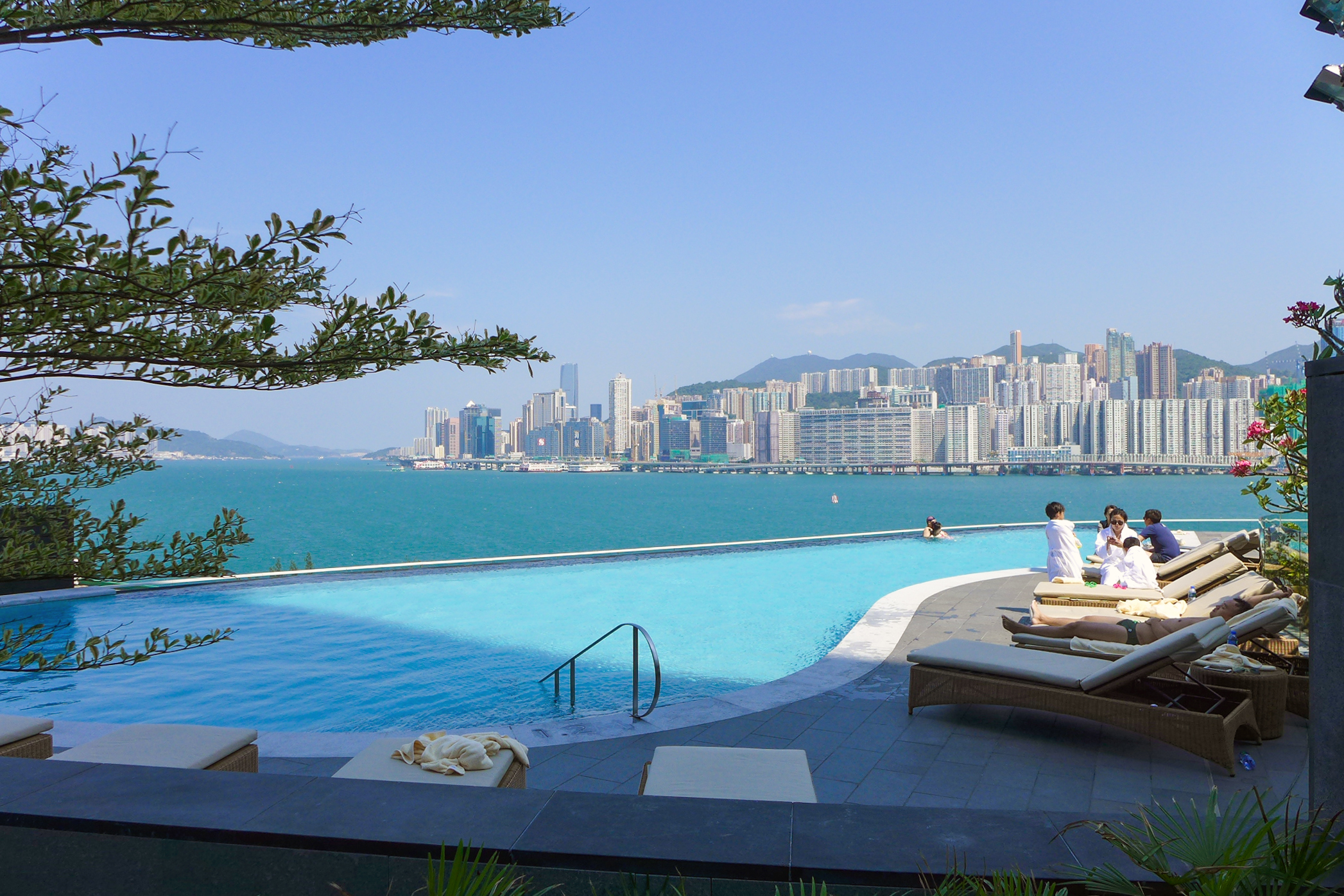
Piscina infinita en Hong Kong, China
Piscina infinita en Sanya, China
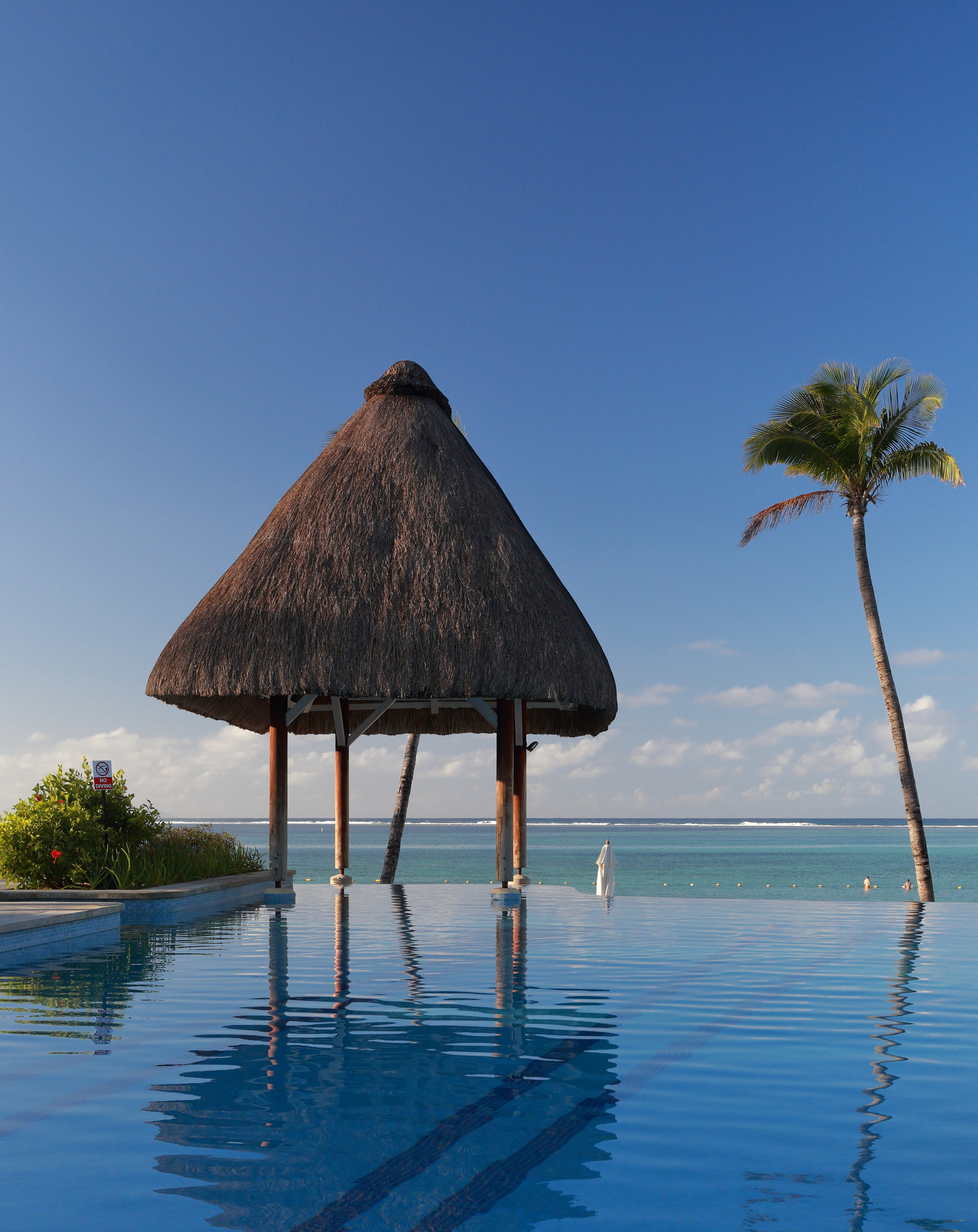
Piscina infinita en Mauricio
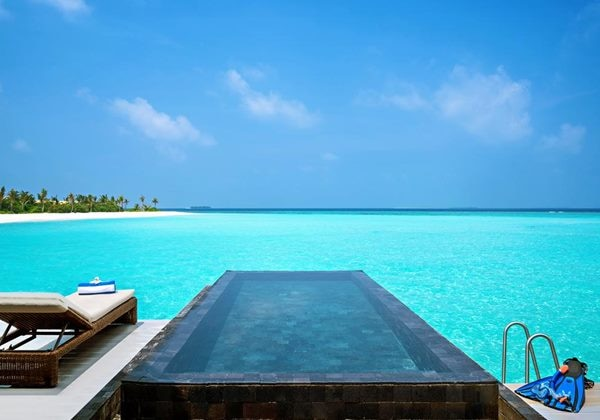
Piscina infinita en Maldivas